# Jens Skwirblies

Skwirblies auf dem Jazzfest Langenthal, Schweiz 2019

Skwirblies beim Videodreh in Berlin 2022

Promoshoot Berlin 2022

Jens „Zwiebel“ Skwirblies (* 6. August 1965 in Uetersen) ist ein deutscher Musiker, Keyboarder, Musikproduzent und Komponist.

## Leben
Mit der Band Feedback errang Skwirblies erste größere Erfolge in Norddeutschland. Mit einer Mixtur aus Hard Rock und deutschen Texten nahm die Gruppe 1982 an einem NDW-Bandwettbewerb des NDR teil und belegte den zweiten Platz. Mit drei Songs war sie auf dem Sampler Überdruck vertreten, der im selben Jahr bei RCA Records erschien.
1983 kam es zur Trennung von Feedback und Skwirblies begann mit dem Gitarristen Claus Buchholz zusammenzuarbeiten. In dieser Zeit entstand die deutschsprachige Rockband Deno. Die Band gewann einige Talentwettbewerbe und gab später einige Fernseh- und Radioauftritte. 1986 erschienen mehrere Songs der Band auf dem Sampler NDR Hörfest '86. Kurz danach brach Deno auseinander. Während dieser Zeit nahm Skwirblies Unterricht bei dem Jazzpianisten Rainer Schnelle und studierte bis 1989 Jazz und Pop an der Hochschule für Musik und Darstellende Kunst in Hamburg, Popkurs.
Im Frühjahr 1989 zog Skwirblies nach Kiel und begann mit dem Musik- und Englischstudium an der Christian-Albrechts-Universität. Im Herbst desselben Jahres suchte Ian Cussick, der ehemalige Sänger und Bassist der Band Lake, einen Keyboarder für die geplante Tournee. Skwirblies ging zum Vorspiel und wurde engagiert. Dieser Tournee folgten zahlreiche Studioaufnahmen und weitere Konzerte mit Ian Cussick.
1991 begann für Skwirblies die Zusammenarbeit mit der Hamburger Firma Steinberg Media Technologies, um dann zwei Jahre später einige Fernsehshows als Keyboarder von David Hasselhoff zu spielen. Im darauf folgenden Jahr eröffnete er in Eckernförde mit Claus Buchholz die Musikschule Tonart. 1995 zog er nach Rieseby, einem Ort an der Ostsee zwischen Schlei und Kiel. Im Laufe der Jahre wurden in seinem Studio eine Reihe von Alben zum Beispiel für Ian Cussick, Freeze Frame, The Natives und die Remnants aufgenommen.
Ende der 1990er Jahre stieg Skwirblies dann in die Cover-Band Joe Cocker Illusion ein, die in ganz Deutschland auf Tour ging. Des Weiteren komponierte und produzierte er 2002, zusammen mit seinem Musikschulpartner Claus Buchholz, den offiziellen 700-Jahre-Geburtstagssong für die Stadt Eckernförde. In den folgenden Jahren spielte Skwirblies diverse Konzerte mit Bobby Kimball von Toto als Keyboarder, unter anderem auf der Frankfurter Musikmesse mit der Real Groove Band. Ein Livealbum mit dem Titel „Brand New Live“ erschien 2004. In den folgenden Jahren spielte Skwirblies diverse Tourneen und Konzerte für verschiedenste Künstler und produzierte in seinem Studio.
Auf der Suche nach neuen Betätigungsfeldern in der Musik startete Skwirblies Ende August 2007 das erste Summer Beach Festival (Eckernförder Strand-Festival) am Strand von Eckernförde. Headliner des Konzerts mit 10.000 Zuschauern war Joe Cocker – dieses Konzert war innerhalb von drei Wochen ausverkauft. Cocker und Skwirblies trugen sich im Anschluss des Festivals in das Goldene Buch der Stadt Eckernförde ein.
Die Summer-Beach-Festival-Reihe fand Mitte Juli 2009 ihre Fortsetzung mit dem zweiten Festival mit Rod Stewart als Headliner und Nik Kershaw im Vorprogramm sowie ebenfalls 10.000 verkauften Tickets.
Am Ende desselben Jahres bekam Skwirblies das Angebot, bei der Band Lake als Keyboarder einzusteigen. Nach erfolgreichem Vorspiel wurde er umgehend verpflichtet und spielte im Dezember seine erste Tour mit der Band. Im weiteren Verlauf spielte er außerdem eine Akustik-Tour mit Rolf Stahlhofen (Söhne Mannheims) und dem schwedischen Singer/Songwriter Paulo Mendonça.
Mit Beginn des Jahres 2011 folgten für Skwirblies diverse Konzerte mit der in Hamburg lebenden Sängerin Katrin Wulff (Söhne Mannheims, Udo Lindenberg). Diese Zusammenarbeit führte dazu, dass er an Katrin Wulffs zweitem Soloalbum mit dem Titel Leben mitwirkte und dieses auch live auf die Bühne brachte. Im folgenden Jahr co-produzierte Skwirblies das neue Lake-Album Freedom, welches aber nach Auseinandersetzungen mit dem damaligen Sänger kurz nach Veröffentlichung wieder vom Markt genommen werden musste. Unter dem Titel Wings of Freedom erschien dieses Lake-Album dann im März 2014, nach kompletten Neuaufnahmen der Lead und Backing Vocals, erneut.
Mit der Veröffentlichung startete die Wings-of-Freedom-Tour, die das gesamte Jahr 2014 über durch die wichtigsten deutschen Musikclubs führte. Von dieser Tour gab es zum allerersten Mal eine Live-Doppel-CD von Lake in der Official Bootleg Series aus den jeweiligen Clubs, für deren Mix und Mastering sich Skwirblies verantwortlich zeigte.
Im September 2014 erschien das Album Live Wings of Freedom Tour Spring 2014 das von Skwirblies aufgenommen, gemixt, gemastert und wiederum co-produziert wurde, als Limited Edition.
Seit April 2016 ist Skwirblies Keyboarder der Band The Magic of Santana feat. Alex Ligertwood und Tony Lindsay – zwei original Mitgliedern von Santana.
Jens Skwirblies ist offizieller Endorser für Yamaha, Steinberg Media Technologies, Deskew Gig Performer 5 Audio Plugin Host, Audix und CME XKey Keyboards.
Das Live Keyboard-Setup von Skwirblies besteht aktuell aus: Hammond-Orgel C-3 (Baujahr 1957), 2 × Leslie-Lautsprecher 147, Yamaha CP88 Stage Piano, YC61 Stage Keyboard, Hohner Concerto 2 Akkordeon sowie diversen Virtual Studio Technology Plug-ins in Verbindung mit einem 14" Apple MacBook Pro M2.
Im Juli 2019 verkündet Skwirblies über Social Media (offizielle LAKE-Facebook-Seite) seinen Ausstieg aus der Band LAKE zum Ende desselben Jahres.
Seit Dezember 2020 ist Skwirblies Mitglied der Eckernförder Corona-Hilfs-Organisation (EckCHO) und beteiligt sich ehrenamtlich an deren Corona-Schnelltest-Aktionen sowie der Verteilung der eingenommenen Spendengelder an Künstler, Solo-Selbständige und der Sportjugend.
Von März 2022 an ist Skwirblies aktueller Tourkeyboarder von Barclay James Harvest feat. Les Holroyd.
Ab Januar 2024 ist Skwirblies als Keyboarder Mitglied bei der Hamburger Udo Lindenberg Tribute-Band "Der Udonaut & die Paniker" und spielt seit Februar Hammondorgel bei der monatlichen Promi-Talkshow Sendung "Wer kommt, der kommt", die von dem Stadionsprecher von Holstein Kiel und ehemaligen Radio Schleswig-Holstein Moderator York Lange geleitet und auf dessen YouTube - Kanal gestreamt wird, in der dazugehörigen Liveband.
Am 23. August 2024 wird Jens Skwirblies, kurz vor dem Auftritt seiner Band, Augenzeuge des Messeranschlag in Solingen auf dem „Festival der Vielfalt“ zum 650-Jahre-Jubiläum der Stadt Solingen. In der Folgezeit kommt er mit Unterstützung des Ministerium für Inneres, Kommunales, Wohnen und Sport des Landes Schleswig-Holstein durch geeignete psychotherapeutische Maßnahmen über das Erlebte hinweg.
Anfang November 2024 spielt Skwirblies zum ersten Mal bei der 1996 von dem ehemaligen Bassisten der Klaus Lage Band, Martin Engelien, gegründeten Livemusik-Reihe „Go Music“ eine 10-tägige Tour.

## Diskografie
Als Keyboarder bei:
- Feedback – Überdruck (Sampler) (1982) Vinyl-LP
- Deno – NDR-Hörfest 86 (Sampler) (1986) Vinyl-LP
- Ian Cussick (live) – The Voice from Scotland (1990)
- Ian Cussick – Forever (1991)
- Ian Cussick – Runaway Train (Maxi) (1991)
- Ian Cussick – A Bridge Too Far (Maxi) (1992)
- Liner – New Tracks 1 (Sampler) (1992)
- Ian Cussick – Necromancer (1993)
- Ian Cussick – Live at the Fabrik (1994)
- The Natives are Restless Tonight (Sampler) (1994)
- Rock Forever – Vol.2 (Sampler)(1995)
- Ian Cussick – A Bridge Too Far (1996)
- Freeze Frame – A Balanced World (1999)
- Some Sides of Line - 20th Anniversary (Sampler) (1999)
- Skwirblies & Buchholz – Meine Stadt (Promotion CD der Stadt Eckernförde) (2002)
- Remnants – A Good 1 (2003)
- Ian Cussick Band – 29-12-03 Live in Hamburg (2004)
- The Real Groove Band – Brand New Live (2005)
- Ian Cussick – Live at the Fabrik In Hamburg (DVD) (2005)
- Skwirblies & Buchholz - ...on a journey to your heart... (2006)
- Ian Cussick – L.O.V.E. Spells Love (2008)
- Ian Cussick – Best of Series (2008)
- Lake – Freedom (2012) (discontinued)
- Kat Wulff – Leben (2012)
- Lake – Wings of Freedom (2014)
- Lake – Live-Wings of Freedom Tour Spring 2014 (2014)
- Lake – Wings of Freedom (2015) Vinyl-LP Limited Edition
- Timo Gross – Heavy Soul (2016)
- Colonel Frozen – Eye Contact (2018)
- Crave and Wonder – Let’s Take a Walk (Single – Radio Edit) (2018)
- Crave and Wonder – Tales From The Porch (2018)
- Doc Bowling and His Blues Professors – Cosmopolitan Soul (2019)
- Doc Bowling and His Blues Professors – Cosmopolitan Soul (2019) Vinyl-LP Limited Edition
- The Magic of Santana feat. Alex Ligertwood & Tony Lindsay – Live at The Groh Hall (2019)
- The Magic of Santana feat. Alex Ligertwood & Tony Lindsay – Live at The Groh Hall (DVD) (2019)
- Kieran Hilbert - & Friends Limited Edition (2020)
- Jordan Jordanov feat. Göran Edman – Angel`s Touch (2021)
- Chris Lyne & Friends – The Weight (2022) (Charity Song)
- Michael Voss – Rockers Rollin - A Tribute to Rick Parfitt (2023)
- Fandango – Love (Participation Song „Sofia Sings“-Contest) (2023)
- Doc Bowling and His Blues Professors – The American Songbag Volume 1 (2025)